# Carlotta d'Assia-Homburg
Carlotta Dorotea Sofia d'Assia-Homburg (Kassel, 17 giugno 1672 – Weimar, 29 agosto 1738) fu principessa d'Assia-Homburg ed una duchessa consorte di Sassonia-Weimar.

## Biografia
Carlotta era la prima figlia del langravio Federico II d'Assia-Homburg (1633–1708), detto "Principe di Homburg", e della sua seconda moglie Luisa Elisabetta (1646–1690), figlia del duca Giacomo di Curlandia.
Il 4 novembre 1694 sposò a Kassel il duca Giovanni Ernesto III di Sassonia-Weimar (1664–1707), che aveva avuto dalla sua prima moglie Sofia Augusta di Anhalt-Zerbst cinque figli e che, a causa del suo alcolismo, era stato escluso dal governo del ducato dal fratello Guglielmo Ernesto di Sassonia-Weimar. Carlotta sopravvisse al marito di 31 anni. Ricevette in vitalizio dal governo del ducato la città di Hardisleben.
Fece costruire a Weimar, tra il 1702 e il 1704, il cosiddetto Gelbe Schloss.  Fu suo zio Guglielmo Enrnesto ad esercitare la tutela su suo figlio Giovanni Ernesto. Carlotta tuttavia si preoccupò di curare il figlio, colpito da un tumore, cosa che lo portò alla morte a soli 18 anni d'età.

## Figli
- Carlo Federico (31 ottobre 1695 - 30 marzo 1696).
- Giovanni Ernesto (25 dicembre 1696 - 1º agosto 1715), un compositore di musica che studiò con Bach e per questo fu autore di numerose trascrizioni di opere del maestro di Lipsia.
- Maria Luisa (18 dicembre 1697 - 29 dicembre 1704).
- Cristiana Sofia (7 aprile 1700 - 18 febbraio 1701).

## Ascendenza
|                                                  |                       |                                                | Genitori                                |  |  | Nonni |  |  | Bisnonni                       |  |  | Trisnonni             |  |
|                                                  |                       |                                                |                                         |  |  |       |  |  | 8. Giorgio I d'Assia-Darmstadt |  |  | 16. Filippo I d'Assia |  |
|                                                  |                       |                                                |                                         |  |  |       |  |  | 8. Giorgio I d'Assia-Darmstadt |  |  | 16. Filippo I d'Assia |  |
|                                                  |                       | 17. Cristina di Sassonia                       |                                         |  |  |       |  |  | 8. Giorgio I d'Assia-Darmstadt |  |  |                       |  |
| 4. Federico I d'Assia-Homburg                    |                       |                                                |                                         |  |  |       |  |  | 8. Giorgio I d'Assia-Darmstadt |  |  |                       |  |
|                                                  |                       | 9. Maddalena di Lippe                          | 18. Bernardo VIII di Lippe              |  |  |       |  |  |                                |  |  |                       |  |
|                                                  |                       | 9. Maddalena di Lippe                          | 18. Bernardo VIII di Lippe              |  |  |       |  |  |                                |  |  |                       |  |
|                                                  |                       | 9. Maddalena di Lippe                          | 19. Caterina di Waldeck-Eisenberg       |  |  |       |  |  |                                |  |  |                       |  |
| 2. Federico II d'Assia-Homburg                   |                       | 9. Maddalena di Lippe                          |                                         |  |  |       |  |  |                                |  |  |                       |  |
|                                                  |                       | 10. Cristoforo di Leiningen-Westerburg         | 20. Giorgio I di Leiningen-Westerburg   |  |  |       |  |  |                                |  |  |                       |  |
|                                                  |                       | 10. Cristoforo di Leiningen-Westerburg         | 20. Giorgio I di Leiningen-Westerburg   |  |  |       |  |  |                                |  |  |                       |  |
|                                                  |                       | 10. Cristoforo di Leiningen-Westerburg         | 21. Margherita di Isenburg-Büdingen     |  |  |       |  |  |                                |  |  |                       |  |
| 5. Margherita Elisabetta di Leiningen-Westerburg |                       | 10. Cristoforo di Leiningen-Westerburg         |                                         |  |  |       |  |  |                                |  |  |                       |  |
|                                                  |                       | 11. Anna Maria Ungnad                          | 22. Federico Simone Ungnad              |  |  |       |  |  |                                |  |  |                       |  |
|                                                  |                       | 11. Anna Maria Ungnad                          | 22. Federico Simone Ungnad              |  |  |       |  |  |                                |  |  |                       |  |
|                                                  |                       | 11. Anna Maria Ungnad                          | 23. Caterina di Plesse                  |  |  |       |  |  |                                |  |  |                       |  |
| 1. Carlotta d'Assia-Homburg                      |                       | 11. Anna Maria Ungnad                          |                                         |  |  |       |  |  |                                |  |  |                       |  |
|                                                  | 12. Guglielmo Kettler | 24. Gottardo Kettler                           |                                         |  |  |       |  |  |                                |  |  |                       |  |
|                                                  | 12. Guglielmo Kettler | 24. Gottardo Kettler                           |                                         |  |  |       |  |  |                                |  |  |                       |  |
|                                                  | 12. Guglielmo Kettler | 25. Anna di Meclemburgo                        |                                         |  |  |       |  |  |                                |  |  |                       |  |
| 6. Giacomo Kettler                               | 12. Guglielmo Kettler |                                                |                                         |  |  |       |  |  |                                |  |  |                       |  |
|                                                  |                       | 13. Sofia di Prussia                           | 26. Alberto Federico di Prussia         |  |  |       |  |  |                                |  |  |                       |  |
|                                                  |                       | 13. Sofia di Prussia                           | 26. Alberto Federico di Prussia         |  |  |       |  |  |                                |  |  |                       |  |
|                                                  |                       | 13. Sofia di Prussia                           | 27. Maria Eleonora di Jülich-Kleve-Berg |  |  |       |  |  |                                |  |  |                       |  |
| 3. Luisa Elisabetta di Curlandia                 |                       | 13. Sofia di Prussia                           |                                         |  |  |       |  |  |                                |  |  |                       |  |
|                                                  |                       | 14. Giorgio Guglielmo di Brandeburgo           | 28. Giovanni Sigismondo di Brandeburgo  |  |  |       |  |  |                                |  |  |                       |  |
|                                                  |                       | 14. Giorgio Guglielmo di Brandeburgo           | 28. Giovanni Sigismondo di Brandeburgo  |  |  |       |  |  |                                |  |  |                       |  |
|                                                  |                       | 14. Giorgio Guglielmo di Brandeburgo           | 29. Anna di Prussia                     |  |  |       |  |  |                                |  |  |                       |  |
| 7. Luisa Carlotta di Brandeburgo                 |                       | 14. Giorgio Guglielmo di Brandeburgo           |                                         |  |  |       |  |  |                                |  |  |                       |  |
|                                                  |                       | 15. Elisabetta Carlotta del Palatinato-Simmern | 30. Federico IV del Palatinato          |  |  |       |  |  |                                |  |  |                       |  |
|                                                  |                       | 15. Elisabetta Carlotta del Palatinato-Simmern | 30. Federico IV del Palatinato          |  |  |       |  |  |                                |  |  |                       |  |
|                                                  |                       | 15. Elisabetta Carlotta del Palatinato-Simmern | 31. Luisa Giuliana di Nassau            |  |  |       |  |  |                                |  |  |                       |  |
|                                                  |                       | 15. Elisabetta Carlotta del Palatinato-Simmern |                                         |  |  |       |  |  |                                |  |  |                       |  |